# 劉謙 (魔術師)
劉謙（1976年6月25日—），臺灣職業魔術師，活躍於臺灣、中国大陆、日本、歐美各地，多次受邀至世界各地的國際性的魔術師大會，擔任演出嘉賓及專題講座的講師。2012年獲得世界魔術最高獎項—美國好萊塢魔術藝術學院的“年度魔術師獎”，成為歷史上首位獲得此榮譽的華人，與過去的獲獎者大衛·考柏菲、齊格菲與洛伊等並列为當代最傑出的魔術師之一。
劉謙也是第一位受邀至拉斯維加斯及好萊塢魔術城堡演出的亞洲魔術師。美國權威專業魔術雜誌《Magician Magazine》的封面人物專訪中稱他為“當代最知名的魔術師”。2009、2010、2012、2013、2019、2024、2025年七度登上中国中央电视台春节联欢晚会，在華人世界家喻戶曉。2013年4月，在義大利圣樊尚獲頒歐洲電影及藝術界歷史最悠久的獎項-“Grolla d'oro（格羅拉魔術大師金獎Golden Grolla Award-Master of Magician)”。

## 生平
1976年6月25日，劉謙出生於高雄縣。八歲在百貨公司看見有人表演魔術開始對魔術產生興趣並開始學習魔術。12歲時獲得魔術師大衛·考柏菲評審頒發臺灣青少年魔術比賽冠軍。畢業於東吳大學日本語文學系。
成年後，他成為職業魔術師，並獲得多項專業獎項，包括：2001年日本大阪“Naniwa International Magic Convention Competition”國際大賽舞臺魔術冠軍、2003年World Magic Seminar Asia總冠軍等。2003年受邀至好萊塢魔術城堡演出，並且於2002~2008年間受邀至三十多個國際魔術大會擔任演出嘉賓以及講座講師。
2005年受邀至世界魔術之都Colon舉辦的世界魔術師大會擔任嘉賓演出，做為首位受邀踏上次舞臺的華人魔術師，同時以演出嘉賓的身分獲得美國CHAVEZ魔術學院頒發「尼爾‧佛斯特獎--2005年度最佳手法獎(The Neil Foster Award for Excellence in Manipulation)」。還有「2005最受觀眾喜愛票選獎」。2006年同樣做為唯一華人魔術師的身分，受邀至美國邁阿密所舉辦的世界魔術師大會年會（International Brotherhood of Magicians annual Convention）擔任晚會開場演出嘉賓。
2007年、2008年與2009年間，于日本富士電視臺製作了個人魔術特輯節目。2008年，作為歷史上首位華人藝人首次在日本主流電視臺黃金時段製作了個人兩個小時特輯，不但收視率獲得同時段第一，劉謙也在該年獲得日本JAPAN CUP協會頒發了「年度最佳近景魔術師」的殊榮。2009年，劉謙受邀至中國中央電視臺春節聯歡晚會演出。演出結束後，獲頒觀眾票選「曲藝類一等獎」，不但在中國大陸刮起了一陣「魔術熱潮」，也讓劉謙成為中國有史以來上最具知名度的魔術師。2010年，劉謙再度受邀至央視春晚演出，再度獲得觀眾票選「曲藝類一等獎」，同時也讓劉謙獲得國際魔術家協會所頒發梅林獎中的最高榮譽「十年一度最佳貢獻獎」。
2011年在拉斯維加斯表演，劉謙是亞裔魔術師第一位受邀到賭城大道上一流劇場售票專場演出者。同年6月登上美國《Magic》雜誌封面人物。同年7月出席在葡萄牙舉辦的EMC全球魔術高峰會議，在來自世界各地32位世界頂尖魔術師面前發表了巴格拉斯效應的原創版本，獲得英國傳奇魔術師大衛·巴格拉斯等人的讚賞。該年12月，他在香港斬獲由全球最具權威的國際魔術組織FISM和AMA（亞洲魔術協會）聯合頒發的亞洲年度魔術師大獎。這是此協會第一次頒發這個獎項。2012年4月，在美國好萊塢獲頒魔術界的最高榮譽——魔術藝術學院的「年度魔術師獎」，成為歷史上首位獲得此榮譽的華人。2013年4月，在意大利聖文森特獲頒歐洲電影及藝術界格羅拉魔術大師金獎 （Grolla d'oro-Master of Magic）。同年6月，赴韓國錄製特別節目“THE MAGIC SHOCK”，創下韓國魔術節目有史以來最高收視。同年11月，在倫敦獲得由大衛·巴格拉斯頒發的大衛·巴格拉斯國際魔術獎。
2014年，擔任聯想筆記本電腦代言人，第一次嘗試廣告編導。2015年，被稱為"魔術界奧運"最高等級比賽- FISM（國際魔術聯盟）世界魔術大賽，邀請劉謙至意大利擔任評委。2016年3月31日，第18屆華鼎獎全球演藝名人公眾形象滿意度調查結果在澳門發布，榮獲中國最佳魔術師。
2024年，刘谦表示自己在2024年春晚前夕确诊罹患肺腺癌零期，刘谦考虑到不想影响春晚演出，于是和医生商量等演出结束后再做手术切除。目前，因病情发现得较早且病灶的位置相对好处理，其身体已有所恢复，并恢复了正常的演艺工作。

## 事业发展
劉謙是台灣第一位、也是獲得過最多國際獎項肯定的魔術師，其中包括亞洲世界魔術研討會魔術比賽冠軍，以及魔術界最高榮譽之一的美國魔術學院頒發的「年度最佳手法獎」；他在北京開設一間魔術道具製作公司「謙君一法製作有限公司」。
1998年，獲得福爾摩莎世界魔術大賽舞臺組亞軍，近景組最佳創意獎及美國魔術師協會所頒的特別獎。
2000年，獲日本國際魔術大賽冠軍。
2001年，獲國際魔術大賽銀牌獎、上海國際魔術藝術節銀牌獎、吳橋國際藝術節銅獅獎。
2003年，劉謙曾經與人共同製作衛視中文台魔術表演節目《魔星高照》，並親自擔任該節目主持人，而家喻戶曉。同年12月，劉謙獲得日本職業魔術協會全體會員票選為「年度最佳外國魔術師」（Magician of the Year）。
2007年6月起，在中國電視公司綜藝節目《綜藝大哥大》中，固定擔任魔術競技單元《大魔競》（Magic）評審之一，並擔任魔術表演單元《劉謙 Magic Show》主持人，其中以固定台詞「接下來，就是見證奇蹟的時刻」一語成名。
2008年2月至2009年2月，曾在安徽卫视综艺节目《周日我最大》的魔术单元《看我七十二变》固定表演魔术。
2008年12月22日，日本時間19:00～21:00，日本富士電視台播映劉謙個人特輯《劉謙的奇跡》。
2009年，劉謙在《中國中央電視台春節聯歡晚會》（《央視春晚》）表演近景魔術《魔手神彩》，分為“橡皮筋”、“硬幣進入玻璃杯”及“戒指進雞蛋”等三個部分。在觀眾網路票選「最佳《春晚》節目」中，《魔手神彩》以55,250票贏得「曲藝、其他類」第一名。同年3月，劉謙與汪涵合作主持湖南衛視魔術節目《金牌魔術團》。
2009年5月起，劉謙在央视一套每周六、日晚的魔术类节目《魔法奇迹》中表演魔术。
2010年5月27日，上海世博的頒獎記者會上，國際魔術師協會頒發了一個梅林獎年度貢獻獎給劉謙。
2010年6月6日，劉謙獲台灣魔術協會（TMA）頒發年度魔術師，成為台灣首位獲得此獎項之魔術師。
2011年7月2日，劉謙在香港TVB魔術節目《魔法擂台》擔任評審。
2011年12月4日，劉謙在香港最具权威的国际魔术组织FISM和AMA（亚洲魔术协会）联合颁发的亚洲年度魔术师大奖。
2012年4月1日，劉謙在好萊塢魔術城堡颁发的2011年度魔术师大奖。他表示，此獎為魔術界的奧斯卡獎。
2013年2月8日，劉謙四度登上《央視春晚》表演，與國際著名鋼琴家李雲迪合作演出《魔琴》，而在表演進行中調侃李雲迪：「你找誰？找力宏？」這句台詞讓李雲迪和王力宏「關係」的議論度遠超過魔術本身。
2018年6月6日，劉謙出席海峽論壇開幕式，他說，他此次是來參加海峽兩岸婚姻家庭論壇，他的祖父母輩是江西人，他來到中國大陸不覺得有太大隔閡、而是有一家人的感覺；中國大陸市場大、人才企圖心強，台灣的優勢漸失，到中國大陸發展的台灣人唯有充實專業技能才更能生存。
2020年8月，刘谦在视频网站Bilibili开设频道，与网友分享魔术相关的内容。

## 争议
2019年2月4日，劉謙在《2019年中央廣播電視總台春節聯歡晚會》表演「魔壺」魔術，從空的酒壺中「變」出不同的飲品，出現明顯「作弊穿幫」。表演時劉謙走到台下，問一名男觀眾想喝甚麼，對方答「豆汁」。劉立時臉有難色，之後凝神靜氣地開始「施法」，最後成功「變」出豆汁。表演中劉謙表示以「生命和名譽」確保現場沒有他的托。但從另一角度所拍的影片可見，劉謙與男觀眾交談時，把拿着酒壺的右手伸到身後。助手從攝像师身邊迅速蹲著身過來，當眾用另一個壺換走了劉謙手裡的壺。現場觀眾未見異樣。穿幫畫面在網路上傳開後，有網友指摘：「大家都知道魔術是假的，但最起碼要讓觀眾看不出破綻。這麼明顯的作弊，當觀眾是白癡嗎？」
2019年2月15日，刘谦在社交媒体作出回应：「我在全國的觀眾面前，說沒有托，就是沒有托。所有參與的觀眾沒有經過排練，串通，我也沒見過，不認識他們。我現在可以再說一次。用我全家的性命發誓。」；「串通全場觀眾云云，更是無稽之談。現場觀眾看到的，就跟電視機前觀眾看到的魔術效果一樣。至於流傳的『觀眾偷拍穿幫影片』其實並不是『觀眾』『偷拍』『穿幫』影片。現場觀眾沒有看到魔術的秘密，那個影片也不是觀眾偷拍的。詳細情形我無法解釋太多，因為牽扯到魔術行業的重要秘密。但是專業的魔術從業人員知道我在說什麼。總之，在春晚的舞台上，不可能做出串通全場觀眾的瘋狂舉動。我曾經拿過美國魔術藝術學院的年度魔術師獎項，這是歷史上，全世界魔術師的最高榮譽。大家可以批評我的人格，但是請不要質疑我的業務能力。」
2019年3月9日，刘谦发布影片，影片中刘谦在一场饭局上表演了更强版本的「魔壺」魔术，中途还添加了「换壺」的场景，自嘲对「魔壺」事件的回应。

## 魔術教學影碟
- 近近景近景
- 魔幻大硬幣
- 日本講座

## 著作
- 《啊！敗給魔術！》，高寶國際有限公司2005年1月26日第1版，ISBN 9867323181。該書簡體中文版書名《魔法誘惑》，北京出版社2006年1月1日初版，ISBN 7200063339。
- 《啊！敗給魔術！Part 2》，高寶國際有限公司2005年8月10日初版，ISBN 9867323629
- 《劉謙的魔法簽證》，高寶國際有限公司2006年9月13日初版，ISBN 9867088875
- 《男人必學的魔術：30個魔術，讓你宅男變型男》，高寶國際有限公司2008年7月2日初版，ISBN 9789861851983

## 演艺作品

### MV
- 1998年：張惠妹《High High High》[26]

### 戲劇
- 三立戲劇 《大熊醫師家》飾演 劉謙 : 因為只要聽到"舞台"就會狂吐撲克牌而到大熊醫師家看診。

### 电影
- 2011：大武生（友情客串）

### 节目
- 2001~2008：星空之门
- 2011~2012：奇迹之门 (總制作人)
- 2012~2013: 魔法偶像 (總制作人)
- 2015: 北京衛視《歌手是誰》 (推理引導師)
- 亞洲最強魔術師 劉謙